# Fraunhofen (Adelsgeschlecht)

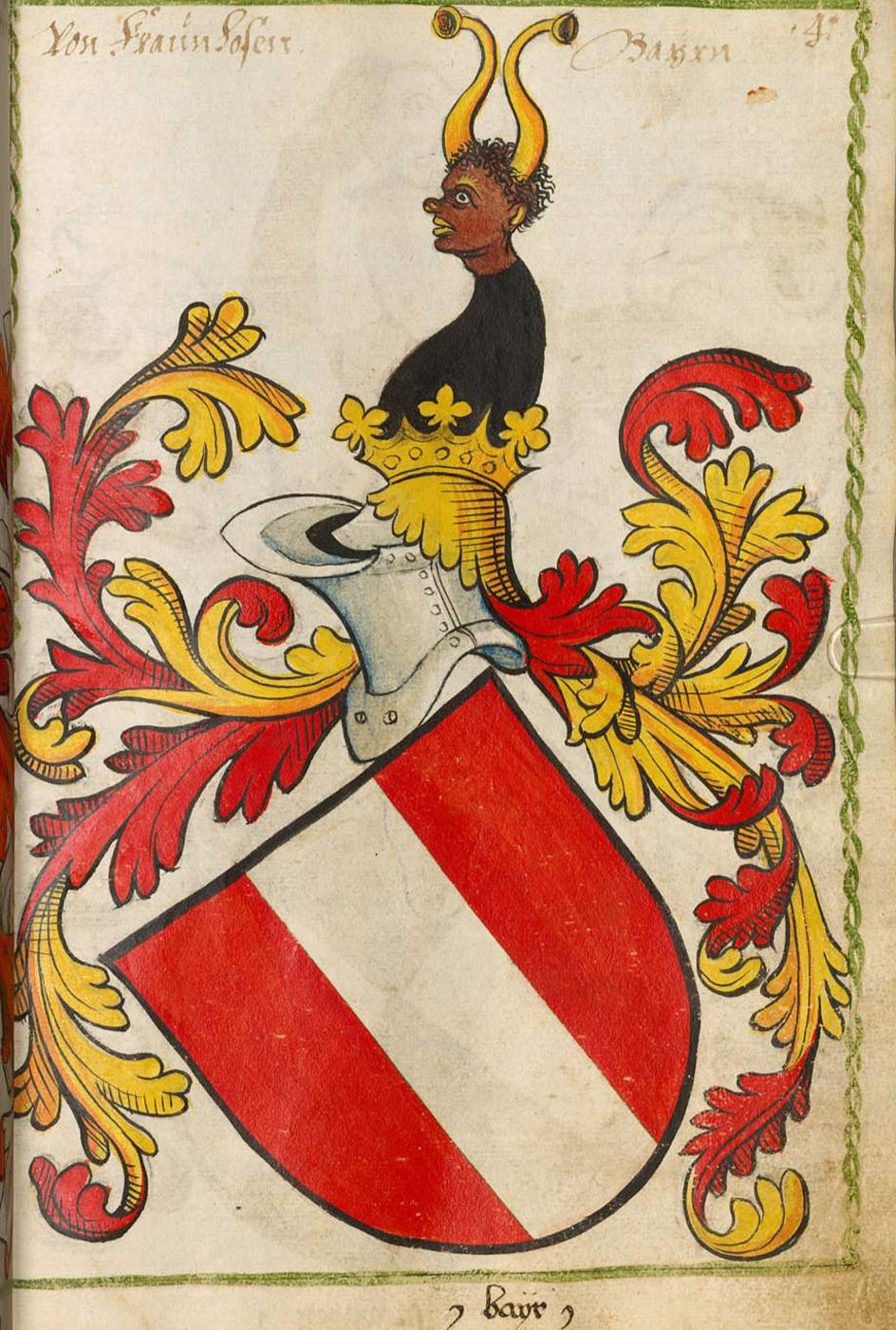
Stammwappen der Fraunhofer im Scheiblerschen Wappenbuch

Fraunhofen (auch Frauenhofen) ist der Name eines niederbayerischen Uradelsgeschlechts mit gleichnamigem Stammsitz auf Schloss Altfraunhofen. Die Familie starb 1865 mit Carl August von Fraunhofen im Mannesstamm aus. Ihre Erben sind die Grafen von Soden-Fraunhofen auf Schloss Neufraunhofen.

## Geschichte
Das Geschlecht der Fraunhofen, ein mit Adalwart de Frowenhoven erstmals Anfang des 11. Jahrhunderts nachweisbares Ministerialengeschlecht, nannte sich nach dem Ort Fraunhofen. 1077 bestätigte eine Kaiserurkunde Heinrich IV. Frawnhofen als zum Kloster Frauenchiemsee seit seiner Gründung im 8. Jahrhundert gehörig.
Im 13. Jahrhundert gelang es den Herren von Fraunhofen, sich die Sonderstellung einer vom baierischen Herzog unabhängigen Herrschaft zu sichern. Die Wittelsbacher erkannten jedoch die Reichsunmittelbarkeit derer von Fraunhofen nicht an, und es blieb bis zur Mediatisierung am Beginn des 19. Jahrhunderts eine unentschiedene Streitfrage, ob die von Fraunhofen dem Landesherrn unterstellt seien oder als Reichsstand direkt dem Kaiser.

Eine Verbindung des Geschlechts der Fraunhofen mit dem der Fraunberger auf Fraunberg lässt sich vermuten. Mit großer Wahrscheinlichkeit nannte sich um 1140 ein Mitglied der Fraunhofen (Arnoldus de Frauenperg) nach Fraunberg. Die Fraunberger führten wie die Fraunhofen ein rot-weiß-rot längsgestreiftes Wappen und waren einige Zeit Inhaber der Reichsgrafschaft Haag. Erst Anfang des 13. Jahrhunderts ist ein Zusammenschluss der beiden Besitzstände Fraunberg und Fraunhofen durch Erbheirat so gut wie gesichert.

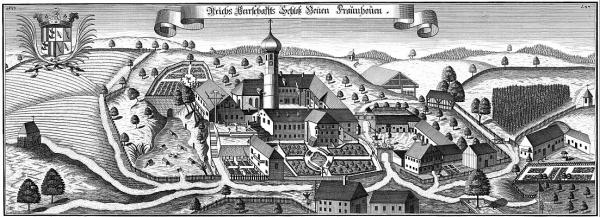
Schloss Neufraunhofen um 1700 (nach Michael Wening)

Um 1390 übernahm Wilhelm von Fraunhofen einen Sitz in Schenkenöd, dem späteren Neufraunhofen und baute die Burg neu aus, während sein Vetter in Fraunhofen blieb, das nunmehr Alten Fraunhofen genannt wurde. 1409 wurde die Reichsherrschaft in Alt- und Neufraunhofen aufgeteilt und war im Besitz zweier Linien des Geschlechts derer von Fraunhofen. Die Reichsherrschaft Fraunhofen gliederte sich in die Obmannschaften Altfraunhofen (zugleich Hofmark), Oberheldenberg, Holzhausen, Neufraunhofen (zugleich Hofmark) und Baierbach. Im Jahr 1394 wurden die Herren von Fraunhofen auch Eigentümer von Schloss Schwindegg, das aber nicht ihrer Reichsherrschaft zugeordnet war.
Der 1577 verstorbene Jakob II. von Fraunhofen und dessen Vetter Theseres V. wurden am 31. März 1550 von Kaiser Karl V. in den Freiherrenstand erhoben. Nach dem kinderlosen Tod des aus der altfraunhofischen Linie stammenden Reichskammergerichtspräsidenten Georg Theseres von Fraunhofen 1599 fiel die gemeinsame Herrschaft in die Hände der Brüder Hans Wolf und Hans Wilhelm aus der Neufraunhofer Linie. Bis zum Ende des Alten Reiches ließen sich die Fraunhofen vom Kaiser mit den beiden Herrschaften Alt- und Neufraunhofen belehnen. Von Seiten der bayerischen Wittelsbacher gestand man den Fraunhofen allerdings im Wesentlichen nur die Verwaltung ihrer grundherrschaftlichen Rechte zu, was zu ständigen Konflikten führte.
Durch den Reichsdeputationshauptschluss 1803 wurden die reichsunmittelbare Herrschaft der Reichsfreiherren von Fraunhofen mediatisiert. Alt- und Neufraunhofen waren mit der Rheinbundakte 1806 Teil des Königreichs Bayern. Die Gerichtsschreiberei im heutigen Kuratiegebäude in Neufraunhofen übernahm ein aus München beorderter Kommissar. Leopold Albrecht Maria Reichsfreiherr von Alten- und Neufraunhofen starb im Jahr 1809. Die niedere Gerichtsbarkeit verblieb noch bis 1848 beim Freiherrlich v. Fraunhofen'schen Patrimonialgericht. Das Schloss in Altfraunhofen wurde 1858 abgebrochen. Auf der ehemaligen Schlossinsel gibt es seit 1955 ein Inselrestaurant mit teils sonntäglicher Bewirtschaftung.
Mit Carl August Freiherr von Fraunhofen endete 1865 die männliche Linie der Fraunhofen. Der königliche Kämmerer und erbliche Reichsrat der bayerischen Krone setzte seinen Neffen Maximilian Freiherr von Soden, geboren 1844 in Ludwigsburg, als Erben ein, der sich nun Maximilian von Soden-Fraunhofen nannte. Er wurde als Staatsminister 1916 von König Ludwig III. in den erblichen Grafenstand erhoben und starb 1922. Schloss Neufraunhofen befindet sich bis heute im Besitz seiner Linie, der Grafen von Soden-Fraunhofen.

## Wappen
- Das Stammwappen zeigt in Rot einen silbernen Pfahl. Auf dem Helm mit rot–silbernen (auch rot–goldenen) Helmdecken ein schwarz–gekleideter Mohrenrumpf, das Haupt mit zwei goldenen Büffelhörnern besteckt.
- Das Freiherrenwappen von 1550 bzw. 1559 zeigt im gevierten Schild in den Feldern 1 und 4 das Stammwappen, 2 und 3 in Gold zwei silbern beschlagene schwarze Jagdhörner mit aufwärts geschlungener silberner Umhängeschnur. Zwei Helme, auf dem rechten mit rot–silbernen Decken ein schwarz- oder rot–gekleideter Mohrenrumpf, das Haupt mit zwei goldenen Büffelhörnern besteckt, auf dem linken mit schwarz-goldenen Decken ein Jagdhorn wie im Schild, jedoch mit drei natürlichen Pfauenfedern.[5]

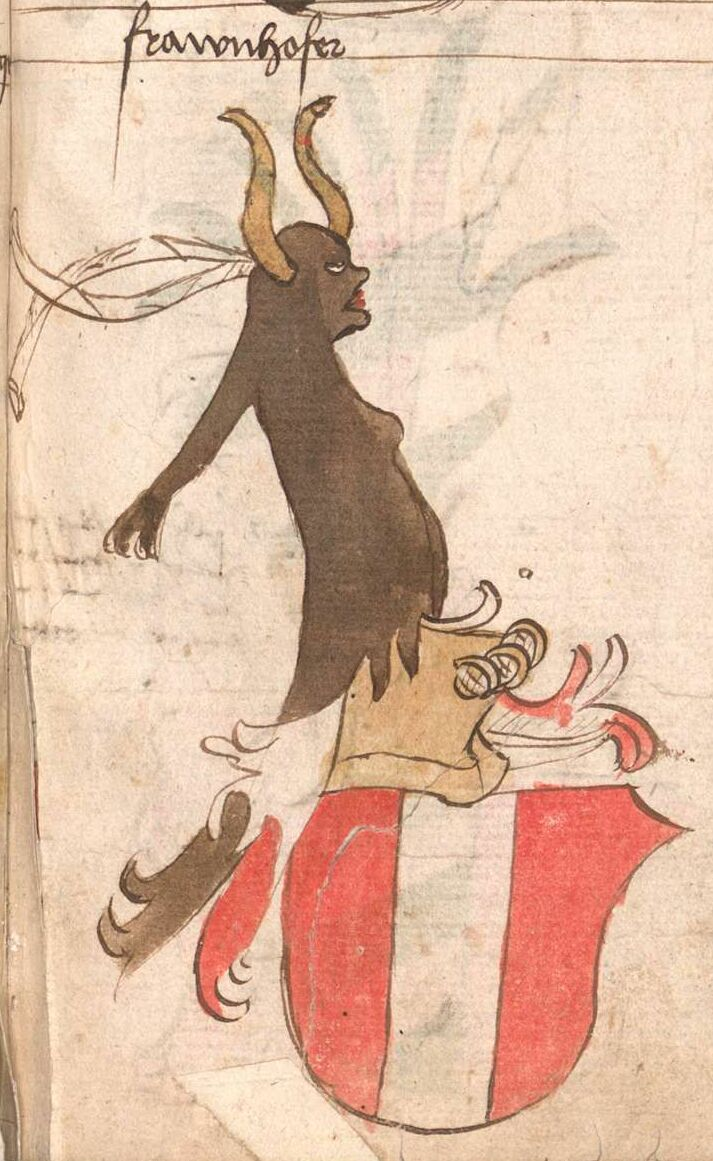
Stammwappen der Fraunhofer (Wernigeroder Wappenbuch 185)
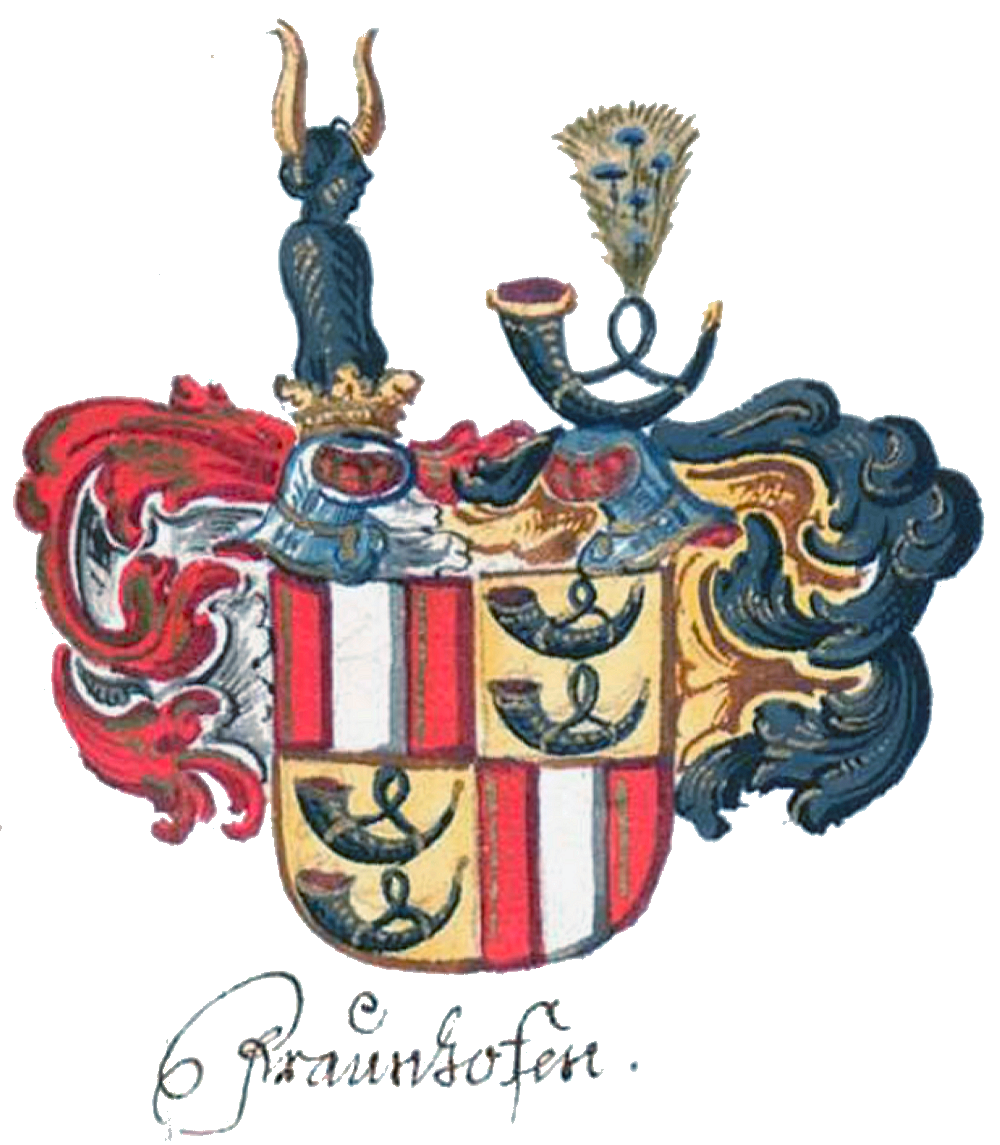
Gemehrtes Wappen von 1550
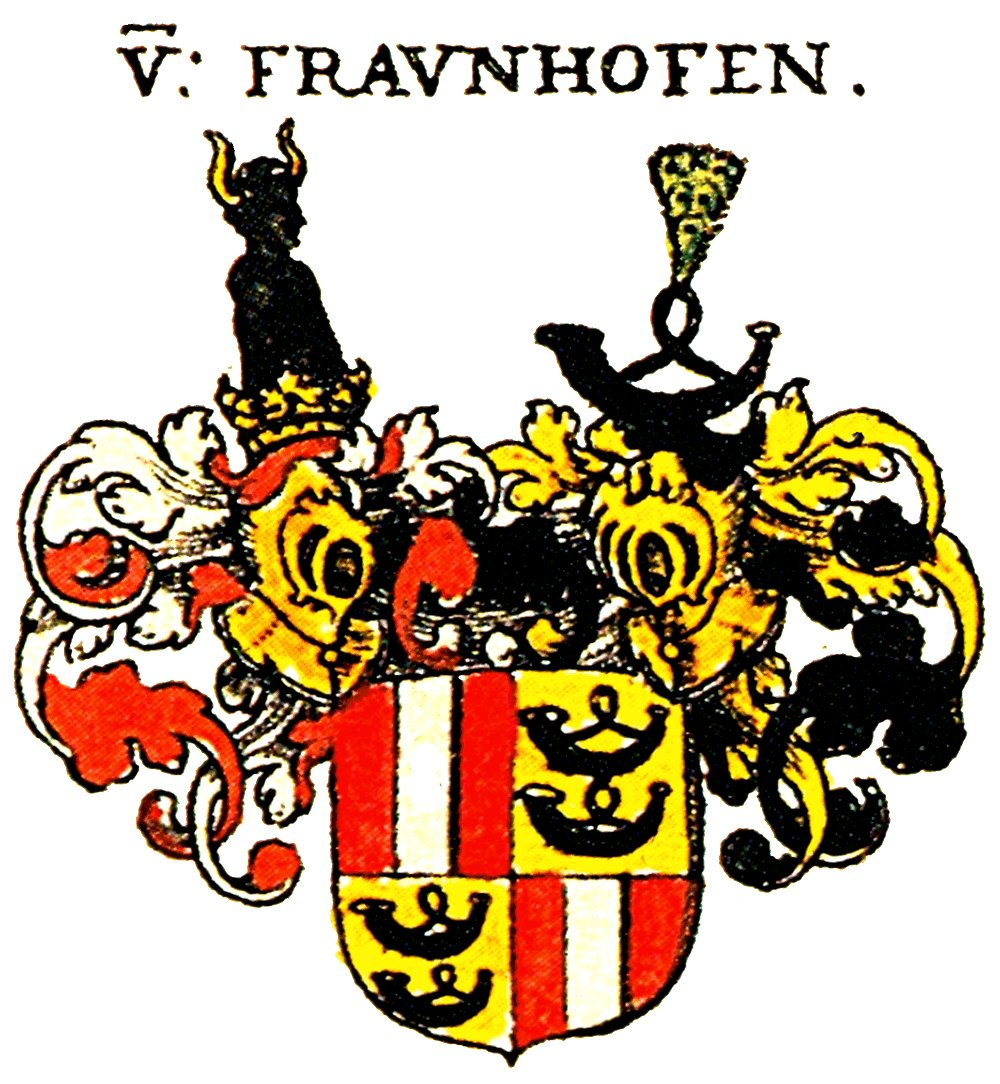
Abbildung in Siebmachers Wappenbuch 1605

## Personen
- Carl August von Fraunhofen (1794–1865), deutscher Jurist und Reichsrat
- Maximilian von Soden-Fraunhofen (1844–1922), bayerischer Staatsminister
- Alfred Graf von Soden-Fraunhofen (1875–1944), erster Geschäftsführer und ab 1921 Vorstand der ZF Friedrichshafen AG
- Ekart von Soden-Fraunhofen (1906–1974), Maschinenbauer und Unternehmer
- Heinrich von Soden-Fraunhofen (1920–2000), Weihbischof in München-Freising